# Mondkalb (Film)
Mondkalb ist ein Film der deutschen Regisseurin Sylke Enders aus dem Jahr 2007. Er lief als Eröffnungsfilm der 41. Hofer Filmtage und hatte seinen Kinostart am 31. Januar 2008.

## Handlung
Alex will nach einem Gefängnisaufenthalt einen Schlussstrich unter ihr bisheriges Leben ziehen. Sie sucht sich eine neue Arbeit und zieht in das Haus ihrer verstorbenen Großmutter. Als sie von ihrem ersten Arbeitstag nach Hause kommt, entdeckt sie einen Eindringling. Tom treibt sich in ihrem Haus herum. Kurz darauf macht sie auch die Bekanntschaft von Toms Vater Piet. Dieser fühlt sich zu Alex hingezogen und will sie wiedersehen. Doch die lehnt jegliche Verabredungen ab. Vater und Sohn lassen sich jedoch nicht so leicht abwimmeln und tauchen immer wieder in ihrer Nähe auf. Alex lässt sich dazu überreden, mit der kleinen Familie zu Abend zu essen und kommt sogar zu Piets Geburtstag. Doch der hat sich in Alex verliebt, was diese nicht erwidert. Als Tom aus Wut den Wagen seines Vaters anzündet, werden die Probleme der beiden sichtbar. Piet reagiert gewalttätig. Nach einem weiteren Übergriff weiß Piet sich nicht anders zu helfen, als Tom in eine Pflegefamilie zu geben.

## Kritiken
Der Film erhielt überwiegend positive Einschätzungen, wobei besonders der Tiefgang des Filmes trotz des schlichten Themas hervorgehoben wurde. Dazu zum Beispiel der Bayerische Rundfunk: „Das vorzüglich aufspielende Ensemble Juliane Köhler, in großer emotionaler und nur langsam auftauender Starre und Axel Prahl in polternder Fröhlichkeit sorgt beim gewagten Balancieren entlang der schmerzlichen Abgründe des Alltags durch Vielschichtigkeit und eine sich bestens ergänzende Performance dafür, dass die Schwere des Themas nicht zu Boden drückt und trotz aller Sperrigkeit das Interesse an der Entwicklung der Figuren nicht erlahmt.“ Das Lexikon des internationalen Films bescheinigt dem Film, er sei ein „stilles, intensives Drama mit hervorragend gespielten, glaubhaft entwickelten Figuren. Die aus Blicken und Gesten resultierende Spannung leidet auch durch den etwas bemüht symbolträchtigen Umgang mit einzelnen Motiven nicht.“
Neben den bestätigenden Kritiken wird vor allem die Undurchdringlichkeit des Films bemängelt. Dazu die Berliner Zeitung: „[…] so verkapselt sich die Figuren in ihrem Leben bewegen, so undurchdringlich wirkt der Film mitunter selbst.“ Durch fehlende Informationen über die Vergangenheit der Charaktere komme „der Zuschauer nicht dicht genug an die Figuren heran“. Auch der Bayerische Rundfunk bescheinigt dem Film „einige Ungereimtheiten“, sieht dadurch aber gleichzeitig einen Mehrwert: „Mondkalb ist ein Film der Ungewissheiten und Unwägbarkeiten, [und] serviert in seiner Doppelbödigkeit keine vorgefertigten Lösungen. Das macht ihn nicht leicht konsumierbar, aber dafür psychologisch spannend.“
Das Urteil von Prisma lautet: „Ein Film, der zwar schauspielerisch ganz interessant ist, ansonsten aber unter der Tristesse der Geschichte und der Einfallslosigkeit der Regie von Sylke Enders … leidet. Was ein sensibles Porträt zweier im Leben Gescheiterter hätte werden können, entpuppt sich so als ermüdendes Kino. Allzu schicksalhaft sind die Wendungen, allzu nervig die Figuren und allzu finster die Bilder.“

## Auszeichnungen
Die Filmbewertungsstelle Wiesbaden verlieh dem Film das Prädikat „Besonders wertvoll“, da „hier einer dieser feinfühlig-genauen, deutschen Spielfilme gelungen“ sei, „der sich gegen auf internationale Märkte schielende, reißerische Themen und Inszenierungen behauptet und die Qualitäten heimischer Themen und Erzählstile aufblühen lässt“. Zudem bescheinigte das Gutachten der FBW dem Werk „handwerkliche Brillanz, realistische Dialoge und überzeugende Schauspielerführung“.